# Mia moglie è una strega
Mia moglie è una strega è un film italiano del 1980, diretto da Castellano e Pipolo.
La pellicola è in apparenza un remake non dichiarato di Ho sposato una strega (1942) di René Clair.

## Trama
Roma, 1656. La strega Finnicella viene condannata al rogo dal cardinale Emilio Altieri. Il diavolo Asmodeo, suo amante, la fa ritornare in vita più di 300 anni dopo affinché possa vendicarsi su Emilio Altieri, un lontano discendente del prelato che la incriminò: il piano consiste nel farlo innamorare di lei e poi ucciderlo. Così, rintracciato Emilio, Finnicella inizia a corteggiarlo, ma questi è fidanzato e prossimo alle nozze con un'altra donna, Tania, e nonostante Finnicella ricorra ai suoi poteri per passare più tempo possibile con lui arrivando anche a farsi assumere come sua segretaria, Emilio ribadisce più volte i sentimenti per la donna che sta per sposare. Quando Emilio licenzia Finnicella pur di liberarsi di lei, cede alla sua corte e tra i due c'è un bacio appassionato, ma una telefonata di Tania riporta l'uomo alla realtà. È in questa occasione che la bella strega si scopre innamorata di Emilio, ma Asmodeo le ricorda il suo vero scopo.
La donna si gioca controvoglia l'ultima carta: recatasi al matrimonio di Emilio, gli fa bere un filtro d'amore in un bicchiere di champagne. Emilio fa solo finta di bere in quanto astemio, ma quando arriva il momento del "sì", lascia a sorpresa Tania. Presentatosi da Finnicella le dichiara i suoi sentimenti, ma lei non dà peso alle sue parole, pensando sia tutta opera del filtro. Ma Emilio le spiega che, essendo astemio, ha solo finto di bere lo champagne, quindi Finnicella capisce che i suoi sentimenti per lei sono sinceri e, dimenticandosi del patto stretto col diavolo, decide di vivere la sua storia d'amore con Altieri, soprattutto quando scoprono che Tania, svenuta dopo essere stata lasciata all'altare, ha bevuto il filtro d'amore destinato a Emilio e si è risposata subito col suo ex marito Roberto.
Qualche tempo dopo, Emilio e Finnicella ormai innamorati l'uno dell'altra, decidono di sposarsi a Parigi, e durante il viaggio di nozze lei gli rivela di essere una strega, e gli fa fare un giro panoramico per la capitale francese a bordo di una scopa volante. Ma sul più bello, ecco spuntare Asmodeo, il quale ricorda a Finnicella di rispettare il patto che avevano stretto, e che tra l'altro è la ragione per la quale ella è stata riportata in vita. Finnicella cerca di dissuaderlo, spiegandogli che ormai è innamorata e non più intenzionata a vendicarsi, ma Asmodeo non la ascolta e la uccide sparandole un colpo di pistola, facendo ricadere la colpa su Emilio.
Emilio viene così arrestato e condannato a morte. Finnicella, in veste di fantasma, riesce a vederlo prima della condanna e chiede clemenza ad Asmodeo, il quale le dice che grazierà i due innamorati solo se la strega riuscirà a fargli perdere la testa per lei. Sfruttando il gioco di parole, Finnicella tende un tranello ad Asmodeo decapitandolo con la ghigliottina e costringendolo a riportarla in vita e a far scarcerare il marito.
Dieci anni dopo, Emilio e Finnicella vivono a Roma la loro vita insieme e hanno tre figli, ed Emilio ha anche imparato ad usufruire dei poteri della moglie-strega.

## Produzione
Le riprese del film sono iniziate il 19 maggio 1980. Nonostante venga spesso descritto come un rifacimento di Ho sposato una strega, questa ipotesi è stata smentita da Castellano e Pipolo, affermando che la pellicola non era un «remake, una rivisitazione o un furto», ma rappresentava più un tentativo di realizzare un'opera fantastica sullo stile americano di Mary Poppins o Un Maggiolino tutto matto. Il film è costato circa 800 milioni di lire.

### Luoghi delle riprese
Il film è stato realizzato a Roma; fra i luoghi principali si possono ricordare:
- Castel Sant'Angelo, per le prime scene fra il cardinale Altieri e Finnicella;
- l'ambasciata del Brasile in piazza Navona;
- piazza di Spagna;
- lungo corso del Rinascimento, per gli esterni dell'ufficio di Emilio;
- il Villino Crespi, per gli interni dell’ufficio di Emilio;
- Casina Valadier in piazza Bucarest, per gli esterni della villa del matrimonio;
- l'albergo The Westin Excelsior, per gli interni della villa del matrimonio e dell'albergo a Parigi;
- il carcere San Michele, dove viene imprigionato Emilio.

## Errori
- Finnicella fu arsa al rogo in piazza del Campidoglio e non a Campo de' Fiori.[4]
- Finnicella fu condannata al rogo il 28 giugno 1424 e non nel XVII secolo.[4] Secondo altri fu condannata l'8 luglio 1426 per aver ucciso dei bambini, la sua causa fu seguita da Bernardino da Siena.[5]
- Il cardinale Emilio Altieri fu eletto Papa il 29 aprile 1670, all'età di quasi 80 anni, e non nel 1656 come riportato dalla didascalia iniziale che indica la data del 24 aprile; nel film invece il cardinale, impersonato da Pozzetto stesso, dimostra un'età più giovane (all'epoca delle riprese l'attore aveva circa 39/40 anni).
- Stando a quello che il diavolo Asmodeo riferisce a Finnicella che la farà tornare in vita dopo 333 anni, 33 mesi e 33 giorni dalla data del 24 aprile 1656, il film sarebbe ambientato nel febbraio-marzo del 1992.

## Curiosità
- La vettura di colore rosso guidata da Renato Pozzetto è una "Alfa Romeo 8C 2300", realizzata in Brasile su base Volkswagen Fusca (Maggiolino), modello Roadster (scoperta a due posti), con base metallica e resto della struttura in materiale plastico.
- A prestare la voce ad Asmodeo è Sergio Di Stefano, noto doppiatore di famosi interpreti statunitensi.

## Colonna sonora
La canzone che si può ascoltare sullo scorrere dei titoli di coda si intitola Magic, ed è cantata da Eleonora Giorgi su partitura del maestro Detto Mariano. Il disco non ha mai avuto una pubblicazione su 45 giri.
La versione strumentale di questa canzone è anche il tema musicale di gran parte di questo film.
La colonna sonora è così composta:
- Testi e musiche di Detto Mariano.

1. Sabba 1656
2. Apparizione Finnicella
3. Finnicella 1980
4. Magic (strumentale)
5. Automobile magica
6. Il mare al tramonto
7. Discoteca
8. Nuovo sabba
9. Arrivo al matrimonio
10. Salone del ricevimento
11. Volo sulla scopa a Parigi
12. Maleficio
13. Magic (cantata da Eleonora Giorgi ed usata durante i titoli di coda)
14. Buffo e tenero
15. Il mare al tramonto (versione coro)
16. Emilio e Finnicella
17. Valzer
18. Ballo per due
19. Finale

## Distribuzione
Il film è stato distribuito nei cinema italiani dalla Cineriz a partire dal 1º dicembre 1980. Ha incassato complessivamente 1 835 662 000 lire a livello nazionale. È stato il settimo più alto incasso dell'anno in Italia.